# Flora River
Flora River är ett vattendrag i Australien. Det ligger i territoriet Northern Territory, omkring 260 kilometer söder om territoriets huvudstad Darwin.
Omgivningarna runt Flora River är huvudsakligen savann. Trakten runt Flora River är nära nog obefolkad, med mindre än två invånare per kvadratkilometer. Genomsnittlig årsnederbörd är 1 191 millimeter. Den regnigaste månaden är februari, med i genomsnitt 272 mm nederbörd, och den torraste är juni, med 1 mm nederbörd.